# Ernest Duray
Ernest Duray (Houdeng-Goegnies, 11 januari 1877 - Écaussinnes-d'Enghien, 22 juli 1955) was een Belgisch senator.

## Levensloop
Beroepshalve was Duray industrieel.
Hij werd verkozen tot gemeenteraadslid van Zinnik van 1911 tot 1921 en van 1934 tot 1960.
In 1949-1950 was hij gedurende een korte periode liberaal provinciaal senator voor de provincie Henegouwen.